# Epipedocera abdominalis
Epipedocera abdominalis är en skalbaggsart som beskrevs av Francis Polkinghorne Pascoe 1869. Epipedocera abdominalis ingår i släktet Epipedocera och familjen långhorningar. Inga underarter finns listade i Catalogue of Life.